# 越後金丸駅
越後金丸駅（えちごかなまるえき）は、新潟県岩船郡関川村大字金丸にある、東日本旅客鉄道（JR東日本）米坂線の駅である。新潟県の鉄道駅としては最東端である。

## 歴史
- 1933年（昭和8年）11月30日：米坂西線・越後下関 - 当駅間開業と共に開業。一般駅[1]。
- 1939年（昭和14年）2月8日：午前4時半ごろに大雪崩が発生し、構内が被災[3]。
- 1978年（昭和53年）6月15日：貨物の取り扱いを廃止[1]。
- 1983年（昭和58年）2月28日：荷物の取り扱いを廃止[1]。駅員無配置駅となる[2]。
- 1987年（昭和62年）4月1日：国鉄分割民営化により、東日本旅客鉄道の駅となる[1]。
- 2016年（平成27年）12月10日：相対式ホーム2面2線のうち1面1線（2番線）を廃止し、単式ホーム1面1線となる。
- 2022年（令和4年）8月3日：豪雨災害の影響で当駅前後の区間が不通となり、営業休止。

## 駅構造
単式ホーム1面1線を有する地上駅である。かつては相対式ホーム2面2線であり、両ホームは跨線橋で連絡していたが、2016年（平成28年）12月9日をもって駅前後の分岐器が廃止となり、旧2番線（旧坂町方面行きホーム）は用途廃止となった。その後、2017年度（平成29年度）にかけて、跨線橋や信号機、分岐器などが撤去された。
村上駅管理の無人駅となっている。有人時代の小荷物受付窓口が現存するほか、運転情報を旅客に知らせる掲示板が待合室に放置されたままとなっている。

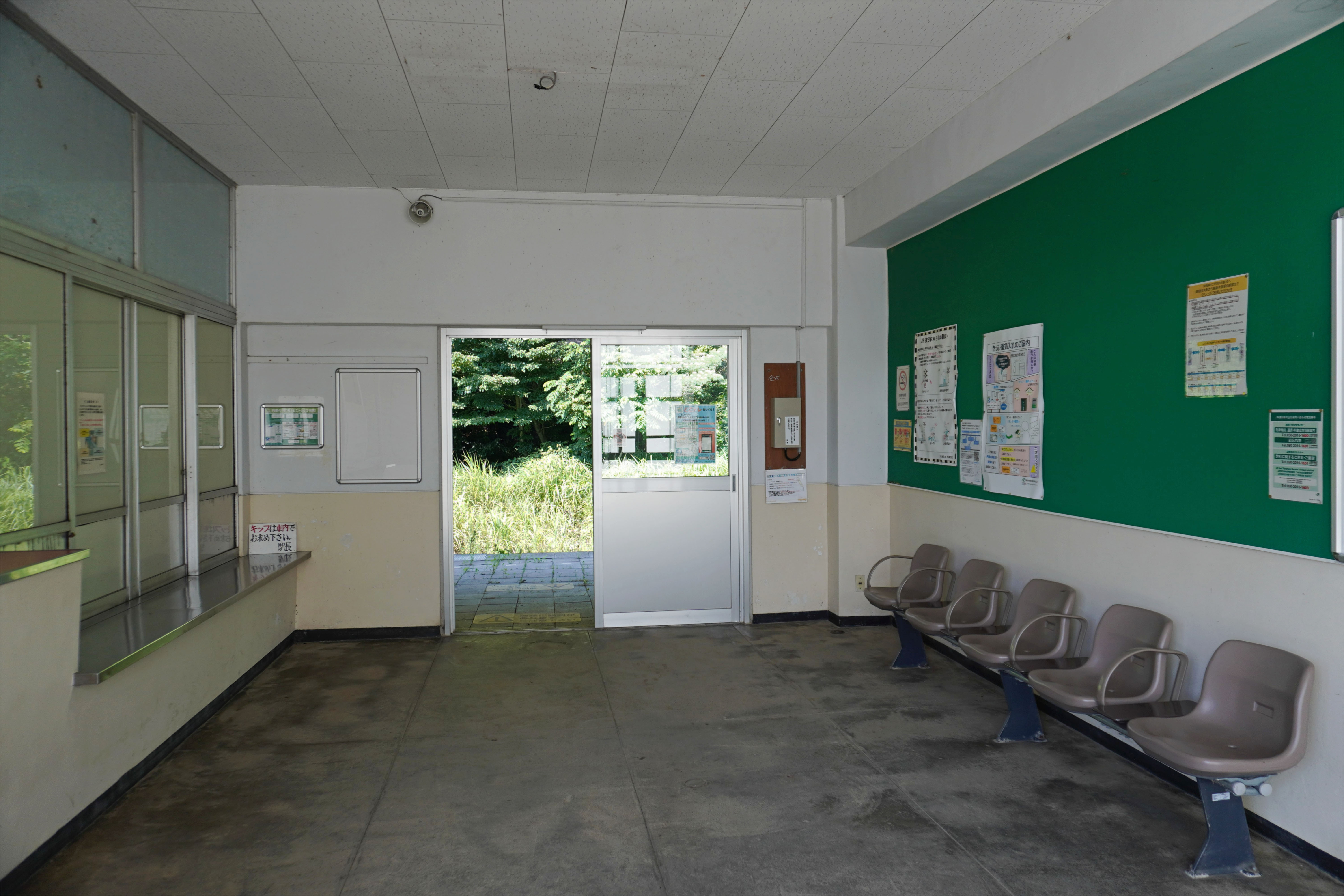
駅舎内（2023年7月）
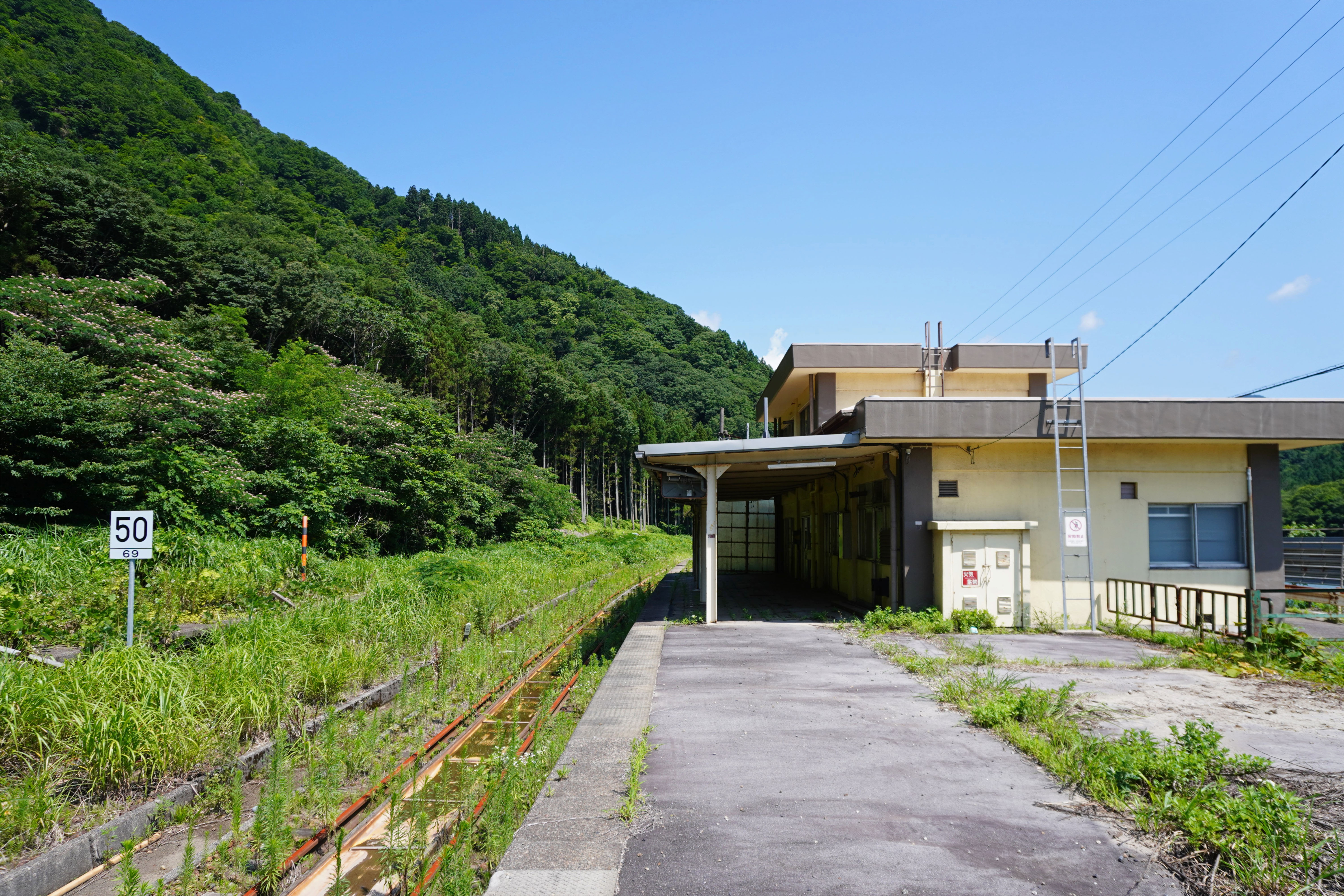
ホーム（2023年7月）

## 駅周辺
駅前は荒川の畔で、目の前を国道113号が通っている。金丸地区の集落は、駅から南へ500メートルほどのところにあり、駅周辺には人家はない。
2008年（平成20年）までは、石英をほとんど含まないペグマタイト鉱床として知られ、主に長石を採掘した金丸鉱山が存在していた。
- 国道113号

## 隣の駅
東日本旅客鉄道（JR東日本）
■米坂線
小国駅 - *玉川口駅 - 越後金丸駅 - 越後片貝駅
*打消線は廃駅